# Santa Maria dell'Anima

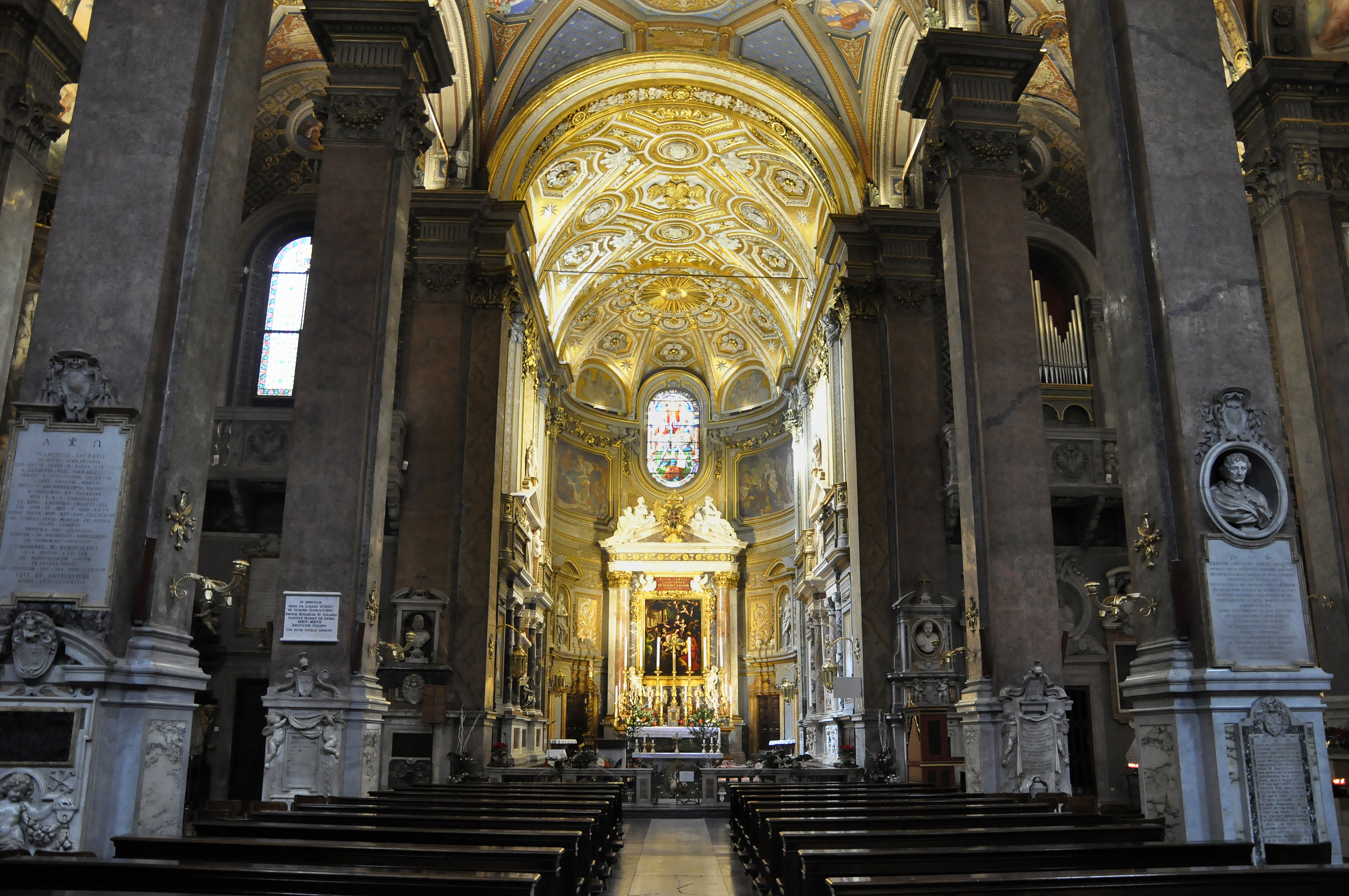
Santa Maria dell'Anima

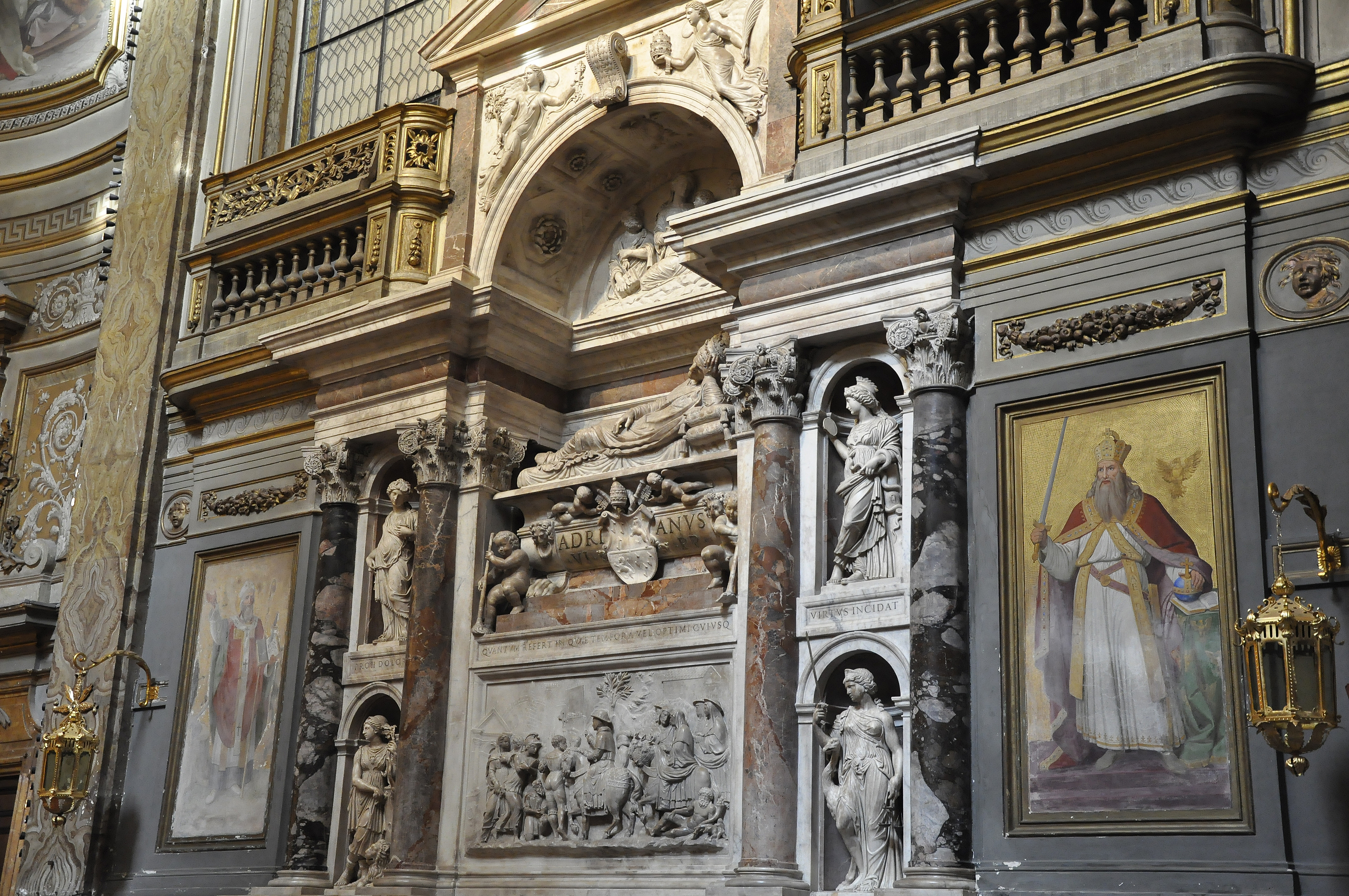
Graf van paus Adrianus VI in Santa Maria dell'Anima

De Santa Maria dell'Anima was de kerk van het Heilig Roomse Rijk in Rome en is nu de nationale kerk voor de Duitstaligen.

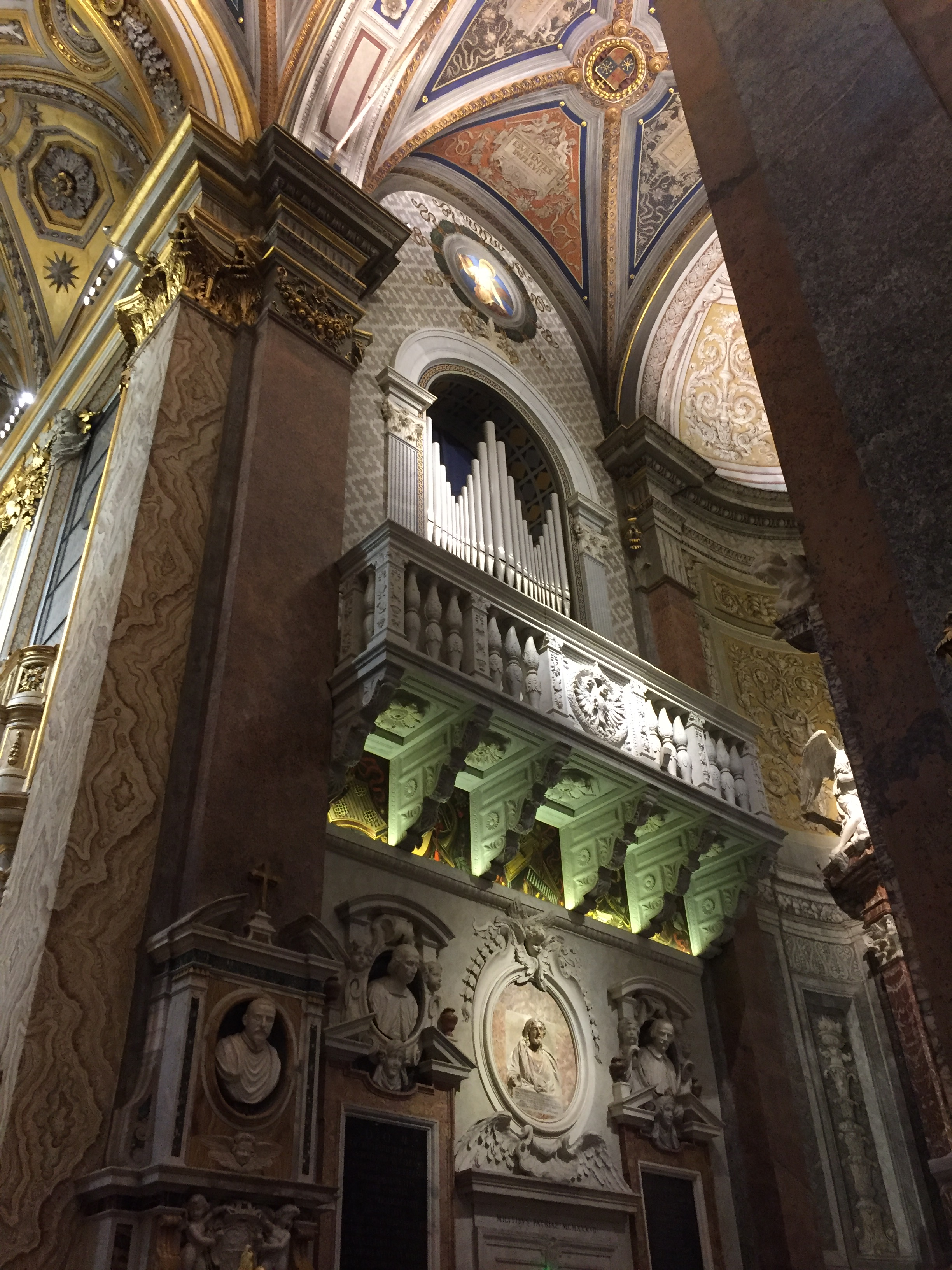
Orgel

## Geschiedenis
De Santa Maria dell'Anima is een van de vele middeleeuwse stichtingen voor pelgrims in Rome. Dit pelgrimshospitaal is opgericht door Jan en Katrijn Peters uit Dordrecht, waarschijnlijk in 1350, ter gelegenheid van het Jubeljaar. De oudste vermelding ervan heeft echter betrekking op het jaar 1389. Jan Peters zou ofwel een koopman ofwel een pauselijk soldaat geweest zijn.
In de 15e eeuw groeide de Santa Maria dell'Anima uit tot hospitaal voor alle inwoners van het Heilig Roomse Rijk die Rome bezochten, maar er was aanvankelijk vooral een grote aanwezigheid van mensen uit de Lage Landen en, vanaf de tweede helft van de 15e eeuw, het Rijnland.
In de loop der eeuwen heeft de Anima in Rome een heel aantal huizen verworven, wat de belangrijkste bron van inkomsten vormde en nog steeds vormt.
Er was ook een broederschap voor leken actief, waarvan te Rome verblijvende vooraanstaande inwoners van het Heilig Roomse Rijk lid werden, zo onder meer de oudste zoon van Willem van Oranje, Filips Willem. In de tweede helft van de 16e eeuw en begin 17e eeuw was het aandeel van de Nederlanden in deze broederschap heel groot. Door de Tachtigjarige Oorlog verminderde dit wat het Noorden betreft. In de loop van de 17e eeuw waren er ook steeds minder Zuid-Nederlanders en Duitsers, wat vooral te wijten is aan het feit dat de Romeinse Curie meer en meer italianiseerde. De Habsburgse keizers in Wenen, die de stichting meer en meer onder controle kregen, benoemden ook vooral Italianen.
Onder invloed van het Duitse nationalisme in de 19e eeuw kwam er een tegenbeweging en in 1859 werd de broederschap omgevormd tot een (Duits) Priestercollege, het Collegio Teutonico di Santa Maria dell'Anima.
Intussen was de kerk van het vroegere graafschap Vlaanderen, de San Giuliano dei Fiamminghi aan de Via del Sudario, de officiële Belgische nationale kerk geworden (1844) en was er ook een Belgisch priestercollege (1846) opgericht, aanvankelijk gevestigd in de Via del Quirinale.
De Nederlanders bleven aanspraak maken op de Santa Maria dell'Anima en na een decennialang slepende discussie kwam men in 1920 tot de overeenkomst dat zowel België als Nederland aanspraak konden maken op de financiële middelen van de Anima, en dat de kerk ook nationale kerk bleef voor de Nederlanders. Er mochten ook een Nederlands kapelaan en studenten inwonen. Zo verbleef onder andere de latere kardinaal Bernardus Alfrink als student aan de Anima.
Er ontstond eind jaren dertig opnieuw een conflict met de toenmalige Oostenrijkse rector Alois Hudal, waarop de Nederlanders in 1939 de Anima verlieten. Pas in 1998 woont er weer een Nederlands priester, Antoine Bodar.
Nu nog hebben zowel Belgen als Nederlanders een vertegenwoordiger in de beheerraad. De kerk zelf wordt nu uitsluitend als parochie voor de Duitstaligen in Rome gebruikt. De Nederlanders beschikken sinds 1992 over de zogeheten Friezenkerk (San Michaele dei Frisoni), in de onmiddellijke nabijheid van de Sint-Pietersbasiliek.
Op 21 mei 2006 werd de 600e verjaardag van de bul Piae Postulatio van Paus Innocentius VII gevierd, waarmee de Santa Maria dell'Anima kerkelijk werd erkend. Op 3 maart 2013 werd de Nederlandse kardinaal Simonis opgenomen in de exclusieve broederschap. In 2022 speelt de kerk een rol bij de 500e verjaardag van de verkiezing van de enige Nederlandse paus in de kerkgeschiedenis Adrianus VI.

## Interieur van de kerk
De huidige kerk (Via dell'Anima) dateert uit 1499.
De inrichting van de apsis stamt grotendeels van een herinrichting in 1747-1751, met uitzondering van het grafmonument voor de Utrechtse paus Adrianus VI, vervaardigd door Baldassare Peruzzi, en (gedeeltelijk) het hoogaltaar. Beide monumenten zijn er gekomen dankzij de Brabantse kardinaal Willem van Enckenvoirt, die voornamelijk samen met de bankiersfamilie Fugger heeft ingestaan voor de financiering van kerk. Het schilderij boven het altaar is van de hand van Giulio Romano en bevond zich oorspronkelijk in de Fuggerkapel. De Brabantse schilder Michiel Coxcie voerde fresco's uit in de Santa Maria dell'Anima, in opdracht van Willem van Enckenvoirt.
Er zijn acht zijkapellen, in de rechterbeuk:
- De Pietàkapel, waarvan de versiering van het einde van de 18de eeuw. Het Pietà-beeld is een kopie van de Pietà van Michelangelo, in opdracht van Johannes Schütz uit Bohemen vervaardigd door Lorenzo Lorenzetto (1530). Bohemen maakte toen ook deel uit van het Heilige Roomse Rijk.
- De Sint-Marcuskapel, ofwel de Fuggerkapel, werd in opdracht van Jakob Fugger (+1525) ingericht.
- De Sint-Annakapel, op bestelling van Johannes Savenier (+1638) uit Luik. Daar is ook het werk van Theodoor van Loon "Sint-Anna onderricht Maria" te zien.
- De Sint-Bennokapel, in opdracht van Johannes Lambacher, die voor de Fuggers werkte. Bisschop Benno van Meißen (+1106) werd in 1523 door paus Adrianus VI heilig verklaard.

In de linkerbeuk:
- De Sint-Lambertuskapel, in opdracht van Lambertus Ursinus de Vivariis (+1619) uit Luik. Sint-Lambertus is ook de patroonheilige van het bisdom Luik.
- De Sint-Nepomucenuskapel, ter ere van de patroonheilige van Praag.
- De Sint-Barbara- of Brabantse kapel is eigenlijk de 'nationale' kapel van het hertogdom Brabant, tot 1577 was er ook een broederschap aan verbonden. De inrichting gebeurde eveneens op bestelling van Willem van Enckenvoirt. De fresco's zijn van de hand van Sebastiano del Piombo en Michiel Coxie, de eerste kunstenaar uit de lage landen die al fresco schilderde.[2]
- De Kruiskapel of Markgraafkapel, gebouwd in opdracht van kardinaal Albrecht van Brandenburg, tevens keurvorst van Mainz.

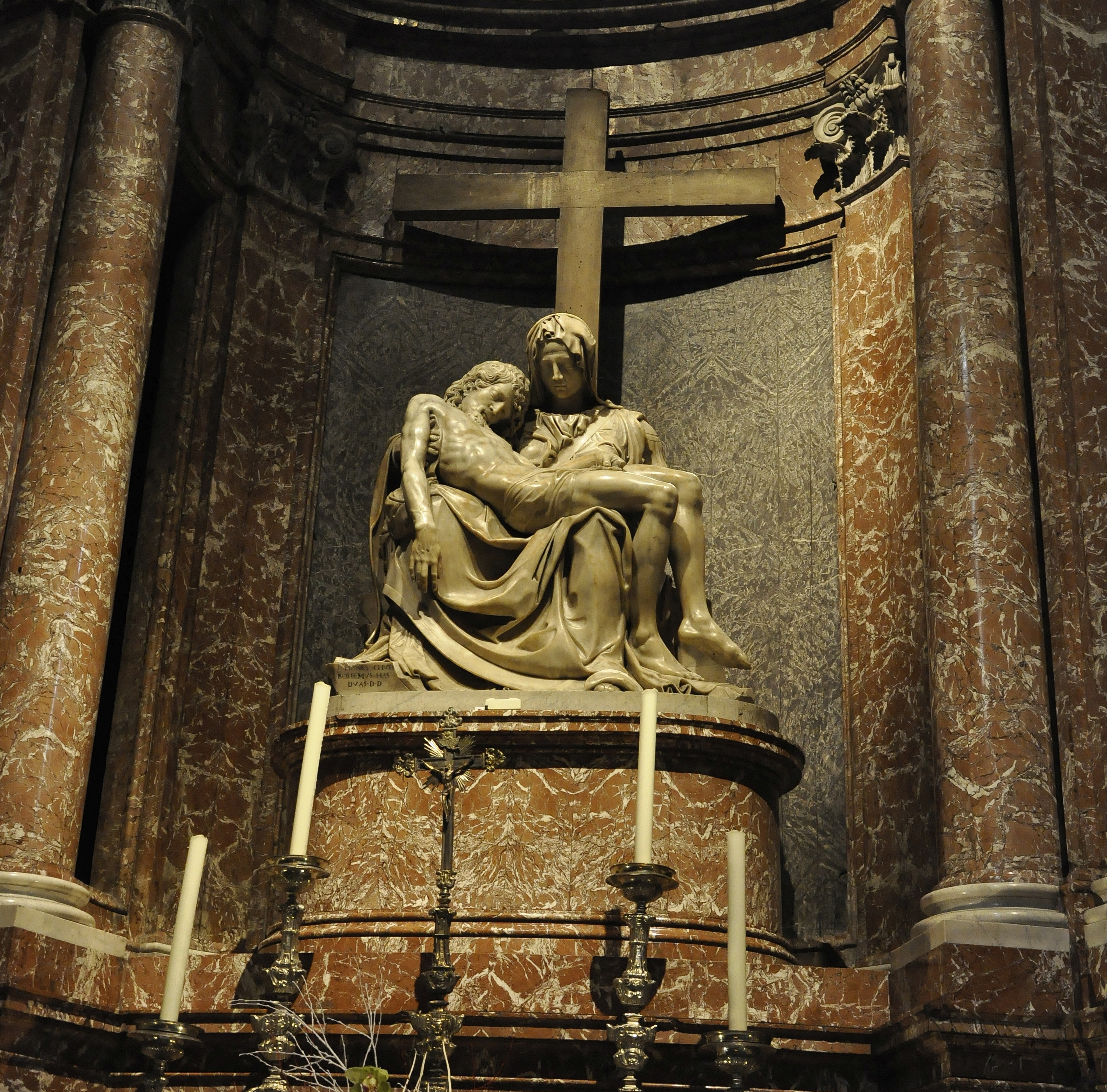
Kopie van de Pietà van Michelangelo door Lorenzo Lorenzetto

Aan de linkerzijde van het koor, tegenover het graf van Adrianus VI, bevindt zich het grafmonument van de aan pokken gestorven erfprins Karel Frederik van Kleef. Het is ontworpen door Stephanus Pighius en gebeeldhouwd door Nicolas Mostaert en Gillis van den Vliete. Duidelijk merkbaar is de invloed van de in 1506 teruggevonden Laocoöngroep.
Achteraan in de kerk bij de hoofdingang bevindt zich het grafmonument van kardinaal Willem van Enckenvoirt (1464-1534), gemaakt door Giovanni Mangoni. Volgens het testament van Enckenvoirt stond het oorspronkelijk tegenover dat van Adrianus VI, maar in 1575 is het verplaatst. Nog bij het portaal is een tweede grafmonument door Gillis van den Vliete, dat van kardinaal Andreas van Oostenrijk (1558-1600).
Verder zijn er nog vele grafstenen en gedenkplaten te zien, vaak van mensen uit de Nederlanden. Het gaat onder meer om gedenkstenen voor Petrus Hielius (provisor van de Sint-Juliaan-der-Vlamingen), Georg Piscator en Paulus van Middelburg. Vele leden van het broederschap werden begraven in de crypte onder de kerk. In totaal zijn er 29 grafinscripties van voor 1800 in de kerk te vinden voor overledenen uit de Lage Landen.
Daarnaast zijn er ook werken van François Duquesnoy en Jan Miel te bezichtigen.